# Dhamasia
Dhamasia o Vanmala fou un estat tributari protegit de l'agència de Rewa Kantha a la divisió de Sankheda Mehwas, presidència de Bombai. La superfície de l'estat era d'uns 13 km² i la seva població principalment bhil repartida en 11 pobles. La capital era Dhamasia. El thakur era un rajput musulmà. Vers 1880 era thakur Kalu Bawa, nascut el 1834. Els ingressos estimats eren de 500 lliures i se'n pagaven 13 com a tribut al Gaikwar de Baroda.